# Troy Kotsur
Troy Michael Kotsur (Mesa, Arizona, 24 de julio de 1968) es un actor estadounidense con discapacidad auditiva.
Ya desde la secundaria se sintió atraído por el mundo actoral. Realizó estudios de actuación en la Universidad Gallaudet, y comenzó una carrera con predominio de actuaciones teatrales.
En 2021 se destaca en la película CODA con su papel de Frank, el padre sordo de una cantante adolescente, con la que ganó el Óscar como Mejor Actor de Reparto en la 94.ª edición de los Premios Óscar, convirtiéndose en el primer actor sordo en ganarlo; aparte de ser nominado a otros premios como en la 27.ª edición de los Premios de la Crítica Cinematográfica, en la 28.ª edición de los Premios del Sindicato de Actores, en la 79.ª edición de los Premios Globos de Oro, y también en la 75.ª edición de los Premios BAFTA.
En el Super Bowl 2023, se destacó su participación al interpretar el Himno de Estados Unidos en lengua de señas.
Ganador del Óscar al mejor actor de reparto por Frank Rossi en la película CODA

## Filmografía

### Cine
| Año  | Título                                                 | Rol          | Notas         |
| ---- | ------------------------------------------------------ | ------------ | ------------- |
| 2007 | The Number 23                                          | Barnaby      |               |
| 2008 | Universal Signs                                        | Chris        |               |
| 2009 | See What I'm Saying: The Deaf Entertainers Documentary | Él mismo     | Documental    |
| 2013 | No Ordinary Hero: The SuperDeafy Movie                 | Matt         | Also director |
| 2016 | Wild Prairie Rose                                      | James Hansen |               |
| 2021 | CODA                                                   | Frank Rossi  |               |

### Televisión
| Año       | Título               | Rol                    | Notas                                                         |
| --------- | -------------------- | ---------------------- | ------------------------------------------------------------- |
| 2001      | Strong Medicine      | Lars                   | Episodio: "Fix"                                               |
| 2002–2005 | Sue Thomas: F.B.Eye  | Troy Myers             | 5 episodios                                                   |
| 2003      | Doc                  | Troy                   | Episodio: "Rules of Engagement"                               |
| 2006      | CSI: NY              | Dennis Mitchum         | Episodio: "Silent Night"                                      |
| 2007      | Scrubs               | Mr. Frances            | Episodio: "My Words of Wisdom"                                |
| 2012      | Criminal Minds       | John Myers             | Episodio: "The Silencer"                                      |
| 2019      | The Mandalorian      | Tusken Raider Scout #1 | Episodio: "Chapter 5: The Gunslinger"                         |
| 2024      | Curb Your Enthusiasm | Él mismo               | Episodio: Temporada 12, nº 3, "Vertical drop, horizontal tug" |